# Giovan Giacomo Barbiano di Belgioioso
Giovan Giacomo Barbiano di Belgioioso (1565 – Liegi, 18 ottobre 1626) è stato un ufficiale italiano.

## Biografia
Nacque dal conte Lodovico Barbiano di Belgioioso e da Barbara Trivulzio, di cui era il secondogenito. Cognato di Carlo Borromeo, fu da lui esortato a combattere per la fede cattolica, e si recò nel 1584 nelle Fiandre al seguito di Alessandro Farnese. Vi apprese l'arte militare e ne riportò fama di esperto e valoroso capitano. Per trent'anni combatté contro i protestanti, prima al servizio della Lega cattolica, guidata da Filippo II, poi degli Asburgo d'Austria, distinguendosi per il suo fervore e per la spietatezza verso i nemici.
Prese parte alla guerra degli ottant'anni in Olanda e alle guerre di religione in Francia, combattendo nel 1593 contro Enrico IV all'assedio di Parigi ed espugnando in quello stesso anno alcune fortezze ugonotte in Piccardia. Passò poi per breve tempo al servizio del duca di Savoia Carlo Emanuele I, impegnato contro gli Ugonotti che minacciavano il confine tra la Savoia e la Francia. Tornò in Fiandra nel 1596, agli ordini di Pedro Enríquez de Acevedo, conte di Fuentes, e poi dell'arciduca Alberto d'Austria: con un proprio esercito composto di duemila fanti e sette compagnie di cavalieri combatté contro i francesi fino alla pace di Vervins del 1598.
Nel 1598 divenne commissario generale della cavalleria dei Paesi Bassi e combatté spietatamente contro Maurizio d'Orange; nel 1601 fu cooptato nel Consiglio di guerra.
Dopo tanti anni di servizio nelle Fiandre, che Giovan Giacomo Barbiano di Belgioioso considerava la sua seconda patria, sposò la nobildonna fiamminga Maria de Sensielles, divenne signore di Chokier, Vauly, Borset, Donstiennt e altri luoghi delle province di Namur e di Liegi, e accumulò un cospicuo patrimonio, mentre i beni in Italia era amministrati dal fratello Alberico. Nel 1602 la moglie morì prima di potergli dare dei figli; pertanto nel febbraio del 1603 passò a seconde nozze con Anna de Pottiers, dalla quale ebbe nello stesso anno una figlia, Maria, che nel 1625 entrerà nel convento delle carmelitane di Valenciennes, con la favolosa dote di 10.000 fiorini.
Nel 1603 l'imperatore Rodolfo II chiamò Giovan Giacomo Barbiano in Ungheria come governatore e capitano generale delle truppe imperiali. Seguendo la politica della controriforma, mantenne un atteggiamento avverso ai protestanti, che costrinse alla restituzione delle chiese ai cattolici, favorì la riapertura dei seminari, e promosse l'invio di predicatori in città e paesi, per riguadagnare alla fede cattolica la maggior parte possibile della popolazione. Per contrastare gli ottomani fortificò Gran Varadino, Tokaj e altri castelli lungo il confine meridionale. Diede battaglia ai turchi anche in campo aperto, ma non riuscì sempre vittorioso.
Morto Rodolfo II, l'imperatore Mattia lo confermò suo consigliere militare e lo mandò in Transilvania a fronteggiare l'insurrezione protestante di István Bocskai contro l'impero. Recatosi a Praga per sottoporre al sovrano un suo piano, fu colpito dalla morte del fratello minore Francesco, rimasto in Ungheria come colonnello, assassinato dal maresciallo Hermann Christof von Russwurm. Per questo lutto familiare e per le tiepide prospettive della guerra in Transilvania, in cui aveva come nemici tanto i protestanti quanto i turchi, chiese di tornare in Fiandra e si ritirò nel suo castello di Chokier, presso Liegi, ove trascorse gli ultimi anni della sua vita, che terminò il 18 ottobre 1626. Fu sepolto nella chiesa dei carmelitani scalzi di Liegi.
Nominò come suo erede il nipote Lodovico Barbiano di Belgioioso, lasciando alla moglie il diritto di usufrutto sui suoi beni, e dispose che alla morte della moglie, il patrimonio fiammingo sarebbe stato venduto per acquistare proprietà in Italia, ad incremento del patrimonio familiare. Invece il tribunale di Liegi confischerà tutti i suoi beni e la famiglia Belgioioso li rivendicherà invano per lungo tempo.